# Вресвик, Корнелис
Корнелис Вресвик (нидерл. Cornelis Vreeswijk, МФА: [kɔrˈneːlɪs ˈvreːsˌʋɛi̯k]) (8 августа 1937, (Эймёйден, Нидерланды — 12 ноября 1987, Стокгольм, Швеция) — шведский исполнитель авторской песни, поэт, актёр.

## Биография
Корнелис родился в городе Эймёйден (Нидерланды). В 1949 году в возрасте 12 лет он с родителями переехал в Швецию. Получил высшее образование в Социальном институте. Свою музыкальную карьеру начал, выступая на студенческих вечерах.
В 1964 году вышел первый альбом Вресвика «Ballader och oförskämdheter», получивший широкую популярность в студенческой среде. Юмористические песни «Brevet från kolonien» (Письмо из колонии) и «Hönan Agda» (Курочка Агда) были особо любимы публикой. Свободные высказывания в адрес правительства и парламента привели к запрету трансляций песен Корнелиса Вресвика на радио.
Вресвик участвовал в создании шведских версий таких мюзиклов как «Иисус Христос — суперзвезда», «Скрипач на крыше».
Литературная деятельность Вресвика также заслужила народное признание. Он оставил после себя несколько томов поэзии.

## Дискография Корнелиса Вресвика
- 1964 — Ballader och oförskämdheter
- 1965 — Visor och oförskämdheter
- 1965 — Ballader och Grimascher
- 1966 — Grimascher och telegram
- 1968 — Tio vackra visor och personliga Persson
- 1969 — Cornelis sjunger Taube
- 1970 — Poem, ballader och lite blues
- 1971 — Spring mot Ulla, spring! Cornelis sjunger Bellman
- 1972 — Cornelis live!
- 1972 — Visor, svarta och röda
- 1973 — Istället för vykort
- 1973 — Linnéas fina visor
- 1974 — Getinghonung
- 1976 — Narrgnistor och transkriptioner
- 1977 — Movitz! Movitz!
- 1978 — Cornelis sjunger Victor Jara
- 1978 — Narrgnistor 2, En halv böj blues och andra ballader
- 1978 — Felicias svenska suite
- 1979 — Vildhallon
- 1979 — Cornelis — Live. Montmartre-Köpenhamn Vol 1
- 1979 — Cornelis — Live. Montmartre-Köpenhamn Vol 2
- 1979 — Cornelis — Live. Montmartre-Köpenhamn
- 1979 — Jazz incorporated
- 1980 — Bananer — bland annat
- 1980 — En spjutkastares visor
- 1981 — «Alla har vi varit små» Cornelis sjunger Povel/1
- 1981 — «The gräsänkling blues» Cornelis sjunger Povel/2
- 1981 — Turistens klagan
- 1981 — Hommager och Pamfletter
- 1981 — Cornelis sjunger Povel
- 1985 — Cornelis Bästa
- 1985 — Mannen som älskade träd
- 1986 — I elfte timmen
- 1987 — Till Fatumeh, rapport från de osaligas ängder

## Фонд имени Корнелиса Вресвика
Несмотря на то, что прибыль от продаж пластинок Вресвика была колоссальной, Корнелис до вплоть своей смерти, настигшей его в возрасте 50 лет, жил в очень скромной обстановке. После ухода барда из жизни его друзья и поклонники организовали фонд его имени, который предоставляет грант в 250 тысяч крон популярным шведским исполнителям.